# Nathan Barr

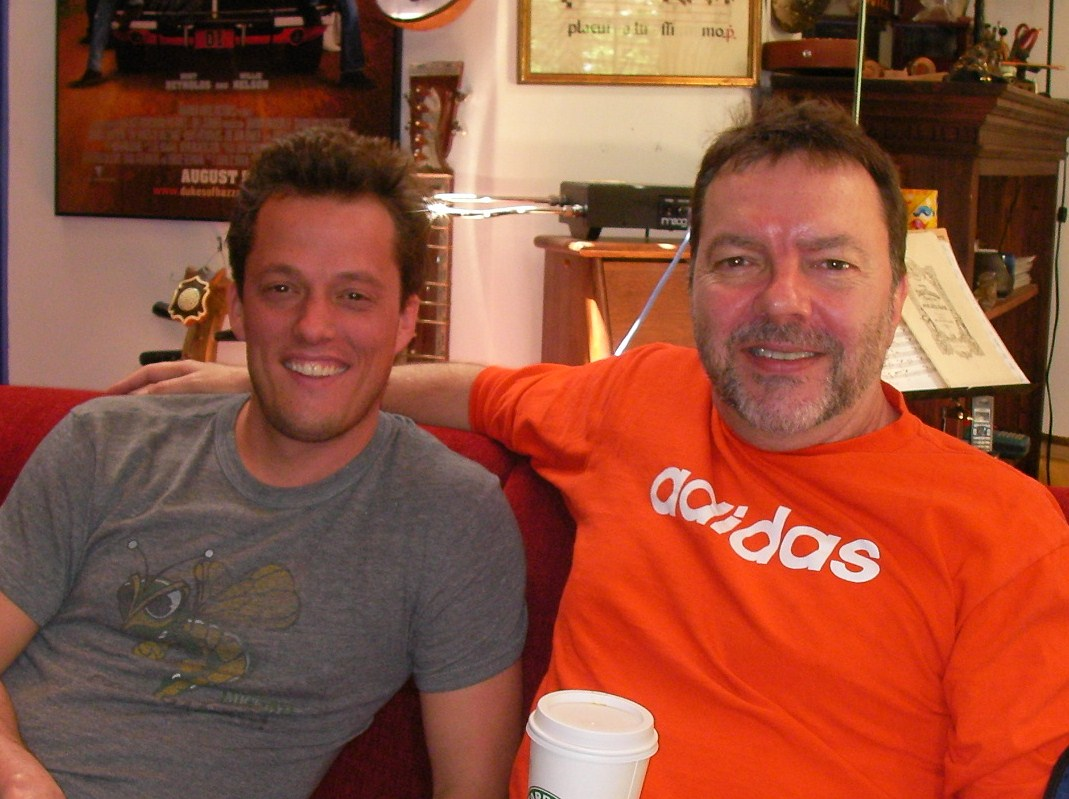
Nathan Barr (links) und Alan Ball während der Arbeit zur
2. Staffel von True Blood (2008)

Nathan Barr (* 9. Februar 1973) ist ein US-amerikanischer Komponist.

## Biografie
Nathan Barr wuchs in einer musikalischen Familie auf. Seine Mutter spielte Koto und Piano und sein Vater spielte Banjo, Gitarre und Shakuhachi. Er selbst begann im Alter von vier Jahren mit dem Erlernen eines Musikinstrumentes. Mit seiner Familie reiste er um die Welt und wurde musikalisch von vielen Kulturen geprägt. Nachdem er 1993 sein Musikstudium am Skidmore College abschloss tourte er mit dem „Juilliard Cello Ensemble“ durch Europa. 1996 zog er nach Los Angeles und schaffte später seinen Einstieg als Filmkomponist als Assistent von Hans Zimmer. Mit der von  Dean Paraskevopoulos inszenierten Komödie Hair Shirt – Verrückt nach Corey debütierte Barr 1998 als Filmkomponist für einen Langspielfilm. Neben seiner Kompositionen für die Fernsehserie True Blood ist Barr vor allen Dingen durch seine langjährige Zusammenarbeit mit dem Regisseur Eli Roth bekannt. So komponierte er unter anderem die Musik zu Filmen wie Cabin Fever, Hostel und Hostel 2.
Barr war mehrere Jahre mit der Sängerin Lisbeth Scott verheiratet. Nachdem er sich 2010 öffentlich zu seiner Bisexualität bekannte, wurde er noch im selben Jahr vom Out-Magazin zu einer der 100 einflussreichsten LGBT-Persönlichkeiten gewählt.

## Filmografie (Auswahl)
- 1998: Hair Shirt – Verrückt nach Corey (Hairshirt)
- 1999: Beyond the Mat
- 2000: From Dusk Till Dawn 3 – The Hangman’s Daughter
- 2000: Land der Gesetzlosen (The Virginian)
- 2002: Cabin Fever
- 2003: Open Water (Open Water – Who will save you?)
- 2004: Club Mad (Club Dread)
- 2005: 2001 Maniacs
- 2005: Ein Duke kommt selten allein (The Dukes of Hazzard)
- 2005: Hostel
- 2006: Bierfest (Beerfest)
- 2007: Hostel 2 (Hostel: Part II)
- 2007: Liebe lieber ungewöhnlich – Eine Beziehung mit Hindernissen (Watching the Detectives)
- 2007: Rise: Blood Hunter (Rise)
- 2008: Lost Boys 2: The Tribe (Lost Boys: The Tribe)
- 2008: Shutter – Sie sehen dich (Shutter)
- 2008–2014: True Blood (Fernsehserie)
- 2010: Der letzte Exorzismus (The Last Exorcism)
- 2011: The Ledge – Am Abgrund (The Ledge)
- 2013: The Americans
- 2013: The Big Wedding
- 2013: Hemlock Grove
- 2015: The Boy Next Door
- 2017: Sneaky Pete (Fernsehserie)
- 2017: Flatliners
- 2018: Das Haus der geheimnisvollen Uhren (The House with a Clock in Its Walls)
- seit 2019: Carnival Row (Fernsehserie)
- 2020: Die Besessenen (The Turning)
- 2020: Uncle Frank
- 2021: Kate
- 2024: Salem’s Lot – Brennen muss Salem (Salem’s Lot)
- 2025: Tow